# Jüdischer Friedhof (Issum)
Der Jüdische Friedhof Issum befindet sich in der Gemeinde Issum im Kreis Kleve in Nordrhein-Westfalen. Auf dem Friedhof am Xantener Weg in der Böninghardter Heide, der von ca. 1838 bis 1931 belegt wurde, sind 25 Grabsteine erhalten.